# Sint-Pieterskapel (Lier)
De Sint-Pieterskapel, tegenover de Sint-Gummaruskerk is het enige romaanse gebouw in het Belgische Lier, provincie Antwerpen, en ook het oudste.
De oorspronkelijke kapel dateert uit ca 1225. Die verving de houten bidplaats die in de 8ste eeuw door Sint-Gummarus werd opgericht. Na de voltooiing van de Sint-Gummaruskerk eind 15de eeuw werd een groot deel van de kapel afgebroken. Tijdens de Franse overheersing werd de kapel kapel leeggehaald.Later deed de kerk, tijdens de opbouw van de kerk buiten de Leuvensepoort tussen 1901 en 1904 dienst als parochiekerk van de Heilige Familie.
Tijdens de Eerste Wereldoorlog brandde de kapel uit, maar werd tussen 1922 en 1925 heropgebouwd onder leiding van Lemaire. Lemaire volgde echter niet de originele vorm van de kapel waardoor enkel de kapel zonder de toren beschermd werd als monument in 1939. In 1994 werd echter de gehele kapel met toren toch als monument beschermd.
Het interieur is sober met op de houten zoldering geschilderde heiligenmedaillons. Achter het altaar ligt het lege graf van Sint-Gummarus. Het schilderij "De moord op priester Frederegus" (1689 door een onbekende meester) illustreert de inval van de Noormannen, die de kerk binnenstormden en de priester doodden. Volgens een oude legende zouden daarop de invallers blind geworden zijn, de "godswraak", en zouden alle klokken in Lier beginnen luiden. Jaarlijks op de donderdag voor Sint-Andries (30 november) luiden om 19u alle klokken op het Lierse grondgebied als herinnering aan deze gebeurtenis.

## Fotogalerij

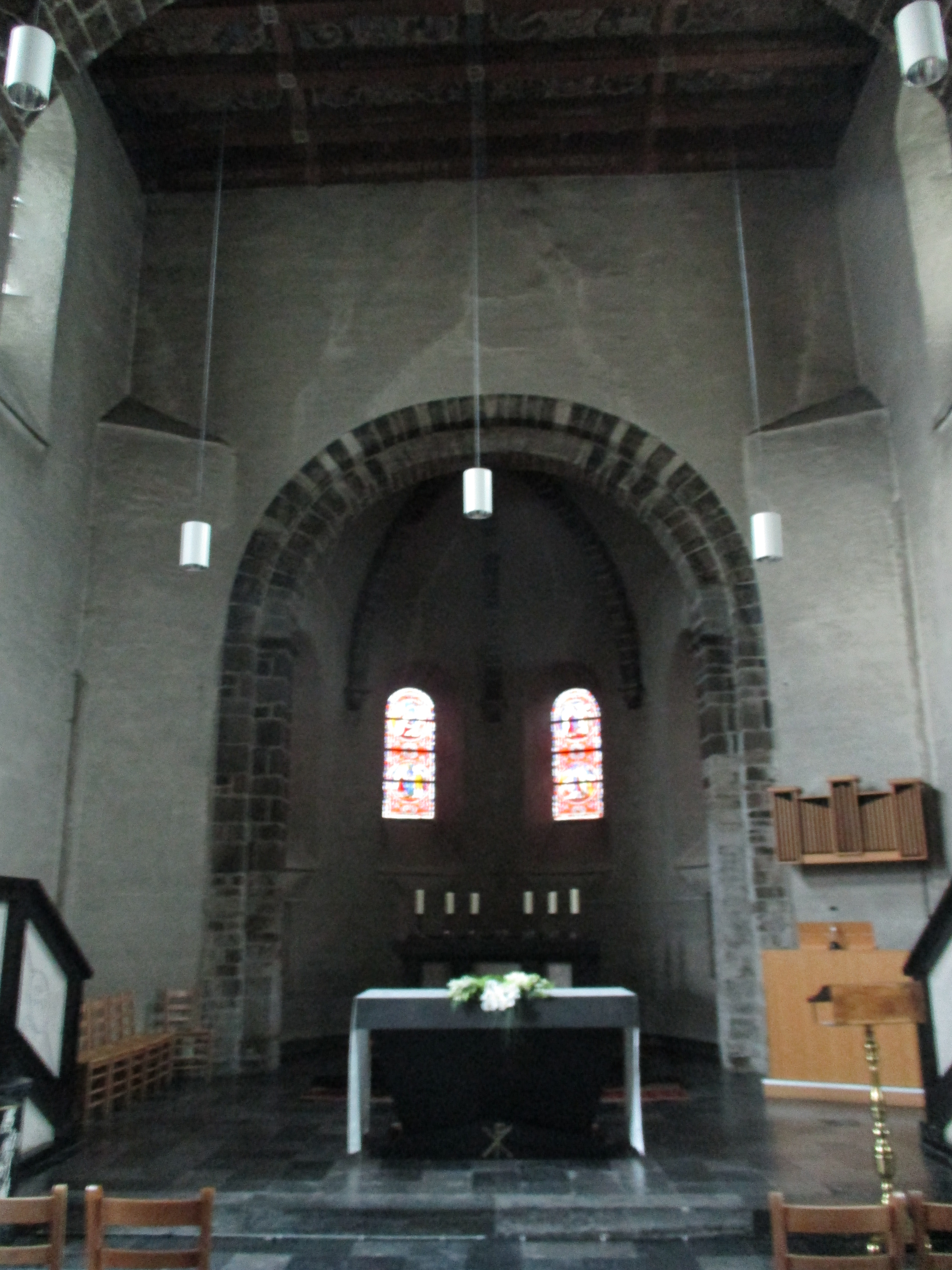
Sint-Pieterskapel te Lier
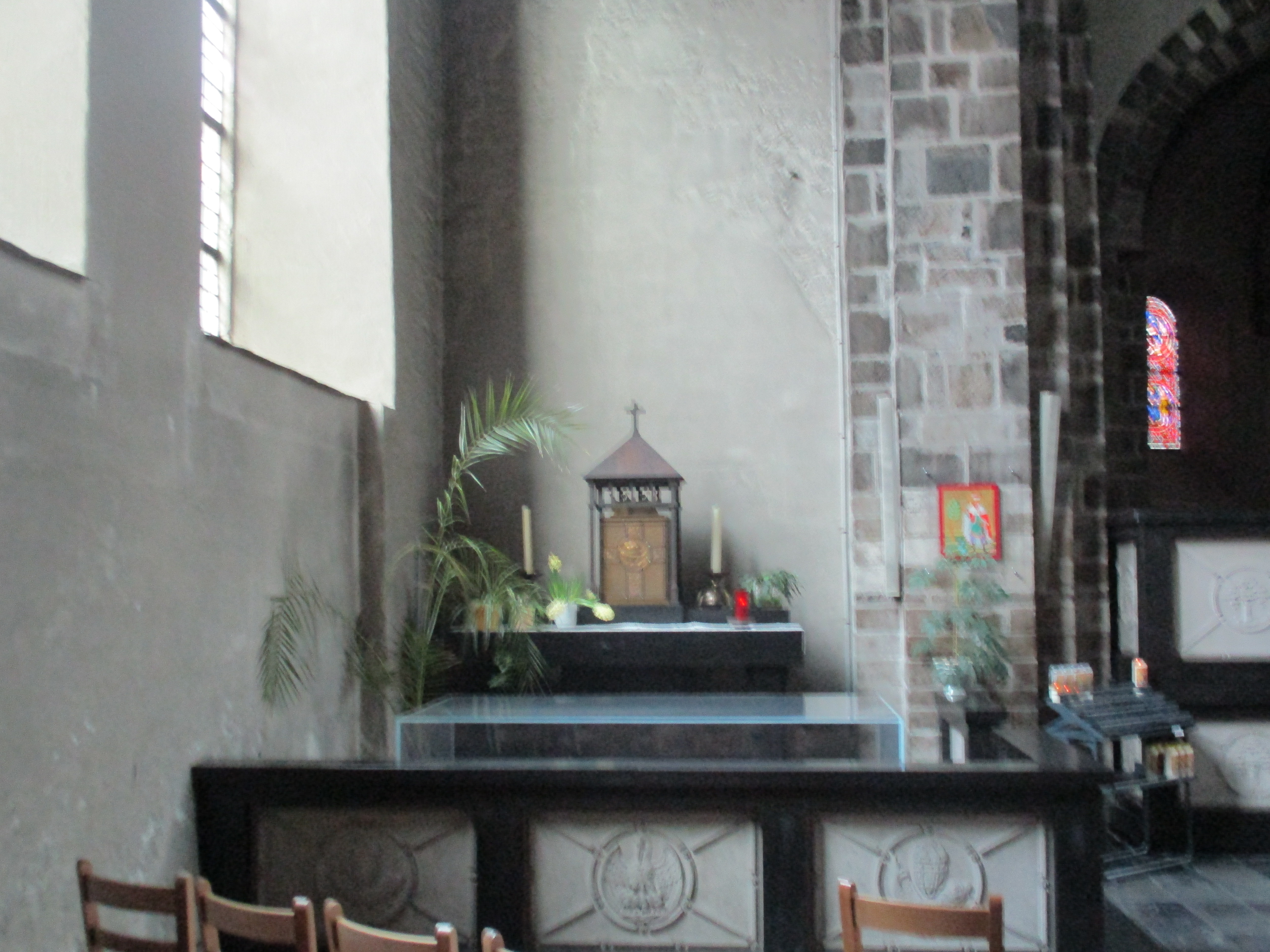
Linkerkant interieur Sint-Pieterskapel
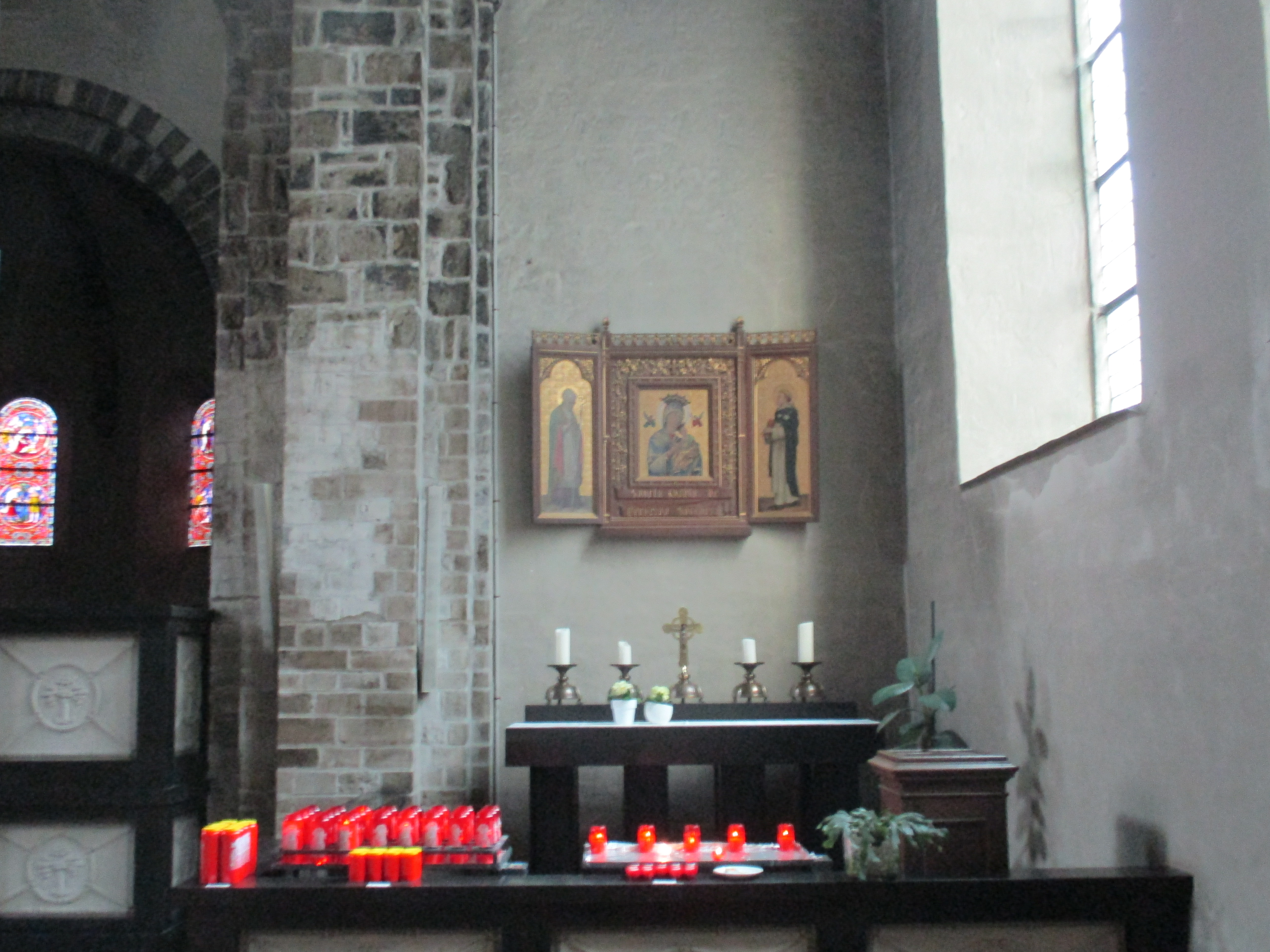
Rechterkant interieur Sint-Pieterskapel
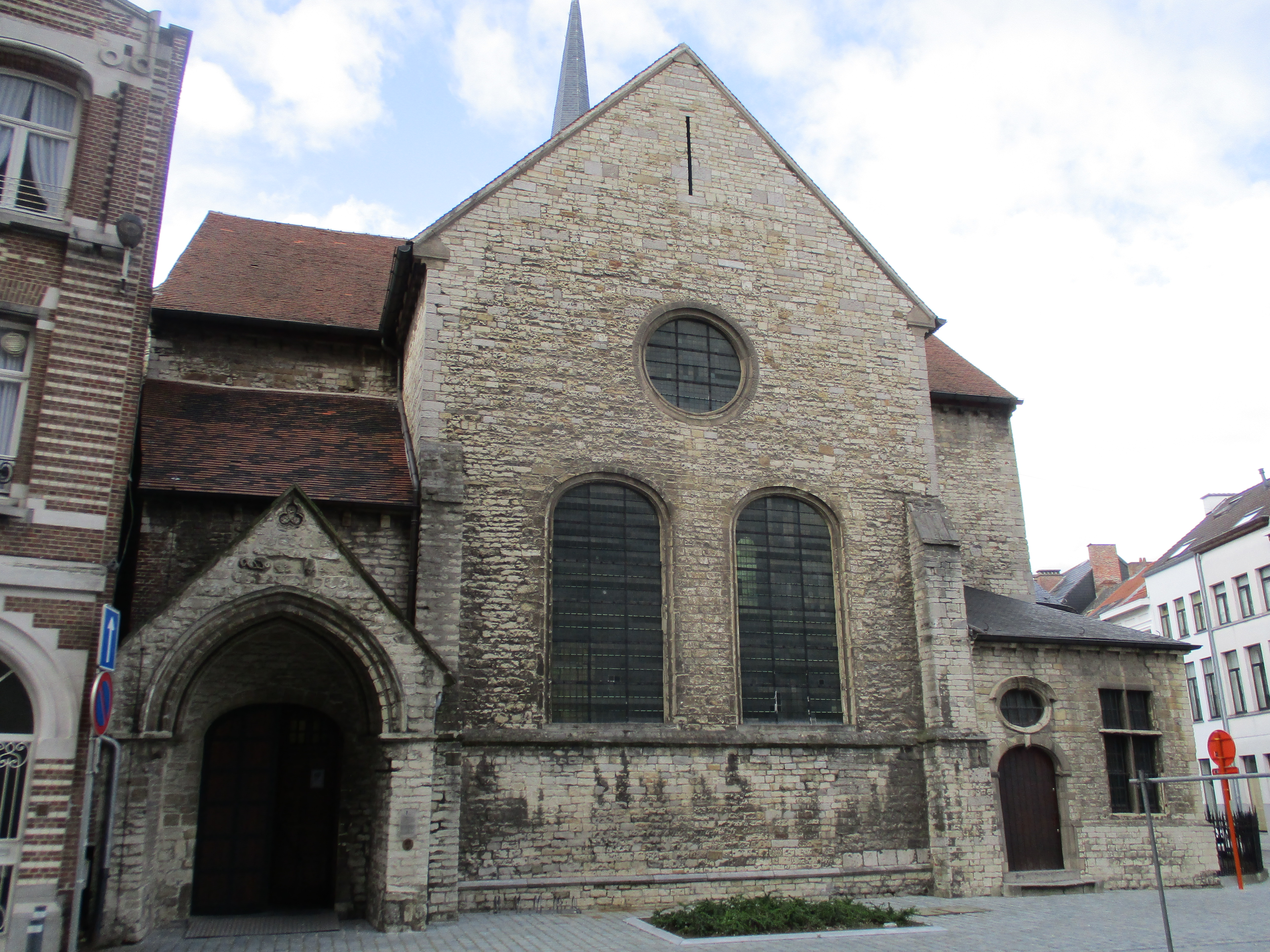
Sint-Pieterskapel anno 2020